# Йованович, Радивойе
Радивойе Тиосавич Йованович (серб. Радивоје Тиосаве Јовановић; 10 ноября 1918, Зарубе — 22 июня 2000, Белград) — югославский сербский военачальник, генерал-подполковник Югославской Народной Армии, Народный герой Югославии.

## Биография
Родился 10 ноября 1918 года, в селе Зарубе (Валево, Сербия) в зажиточной крестьянской семье.
Начальную школу завершил в деревне Драчич. После окончания гимназии в Валево, в 1937 году призван в армию, в 1940 году заканчивает военное училище. Службу проходит в городе Осиек в Хорватии.
В период вторжения в Югославию 1941 года спасается из плена и возвращается на родину. Скрываясь от нацистов в военном госпитале в Валево, знакомится с генералом Любо Новаковичем, с которым ночью бежит в родную деревню. Услышав, что на Равной-Горе скрываются офицеры Югославской королевской армии, Йованович и Новакович отправляются туда.

## Национально-освободительная борьба
Йованович оставался на Равной-Горе десять дней, пока не узнал, что Михайлович получил приказ от Уинстона Черчилля атаковать отряды коммунистических партизан. Посчитав этот факт вероломным предательством, группа молодых офицеров покинула Михайловича. В ходе создания Национально-освободительного движения, Йованович присоединился к коммунистам. 4 июля 1941 года Политбюро ЦК КПЮ приняло решение о всенародном восстании против оккупантов. В июле 1941 года Йованович становится командиром Колубарской роты Валевского партизанского отряда.
Уже в первый месяц борьбы он был удостоен двух благодарностей Главного штаба Народно-освободительного движения Югославии за проявленную храбрость. В августе 1941 года принят в члены Коммунистической партии Югославии. Вскоре после этого, в городке Лиг тяжело ранен в области сердца.
В октябре 1941 года Йованович становится заместителем командира Ужицкого партизанского отряда. На этом посту ему удалось раскрыть заговор четников против партизан в Западной Сербии и предотвратить уничтожение основной части партизанской организации. В знак признательности получает роль командующего первым парадом партизан 7 ноября в Ужице — единственного военного парада европейского движения сопротивления в 1941 году.
В период наступления оккупантов Йованович 29 ноября организует оборону на Кадиньяче, сам участвует во многих боях. Вместе с войсками отступает в направлении Санджака и Юго-Восточной Боснии.
По заданию партии, Йованович возвращается с Тары на территорию Валевского партизанского отряда в качестве начальника Главного штаба Сербии. Его задачей было объединить и организовать партизанские части для борьбы.
В феврале 1942 года назначен командующим группы отрядов в Западной Сербии, а в августе того же года Верховный штаб утверждает его командующим Главного штаба Сербии и членом Верховного штаба. С сентября 1943 года до июня 1944 года Радивойе занимал различные командные должности. Летом 1944 года в операции на горе Радан, разгромил главную группировку четников и обеспечил победу партизан в Сербии раньше, чем пришли партизанские дивизии из Боснии в сентябре 1944 г. В завершающих операциях по освобождению Сербии в июне 1944 года командует 25-й дивизией, а с начала сентября того же года — 14-м корпусом Югославской Народной Армии.
В 1944 году 14-й корпус под командованием Йовановича успешно действовал в районе Авалы, при освобождении Белграда и затем продолжал борьбу в долине Западной Моравы, участвовал в освобождении Кралева и Чачка, в составе 2-й армии освобождал Восточную Боснию, а затем и Загреб.
После окончания войны Йованович был комендантом Белграда. В начале 1946 года отправился на учёбу в СССР, где окончил Военную артиллерийскую академию.

## Послевоенный период
В 1948 году, после возвращения из Москвы, он занимает должность командующего артиллерией Югославской Народной армии. В 1953 году заканчивает Югославскую военную академию и назначается командиром корпуса сначала в Любляне (во время кризиса по поводу принадлежности Триеста), а затем в Скопье. Завершил службу в ЮНА на посту начальника штаба армии в Сараево. В мае 1959 года ушёл в запас.
Несколько лет работает секретарём транспорта и связи в Исполнительном Совете Сербии. Возобновил план постройки железной дороги Белград — Бар. В связи с этим был обвинён рядом хорватских и словенских политиков в участии в «заговоре Варшавского договора». По их мнению Йованович, ранее работавший в СССР, специально форсировал вопрос о строительстве этой железной дороги, так ка она находится в интересах Советского Союза. Такое заявление сделал, в частности, Эдвард Кардель в парламенте Югославии в июне 1963 года.
15 декабря 1949 года провозглашён Народным Героем Югославии.
С 1963 года находится на пенсии. Был женат, у него было двое сыновей.
Умер 22 июня 2000 года. Похоронен на Аллее народных героев на Новом кладбище в Белграде.

## Награды
Награждён памятным знаком Национально-освободительной борьбы, многими югославскими, советскими и иностранными орденами и медалями.